# Basbusa
La basbusa (en árabe, بسبوسة), revani (turco), ravaní o revaní (griego, ραβανί y ρεβανί) es un dulce hecho de sémola remojada en almíbar. Un añadido popular a esta receta es el coco. Aunque los habitantes del sur de Grecia lo llaman ravani, en el norte se le llama revani, como en turco, específicamente en la ciudad de Veria, donde es el postre tradicional desde hace muchos años.
Está presente en las cocinas del sur del Mediterráneo, de Medio Oriente y norte de África bajo diversos nombres. Parece ser una variante del plato egipcio ma'mounia.
La basbousa es muy común en los países árabes, donde se le llama rutinariamente Hareesa y en otros países Harise.